# Japan Professional Billiards Federation
Die Japan Professional Billiards Federation (JPBF) ist der nationale japanische Karambolageverband und ist dem nationalen Billardverband Nippon Billiards Association (NBA) angeschlossen.

## Geschichte
Der Vorgänger des jetzigen Verbandes wurde schon 1914 gegründet und 1925 in „Japan Ball Club Association“ umbenannt, vorrangig wurde Freie Partie und Cadre gespielt. Als der Spieler Kinrei Matsuyama 1937 von einer USA-Reise heimkehrte, brachte er das Dreibandspiel mit. Von da an verbreitete sich diese Disziplin und im folgenden Jahr wurde schon die erste Nationalmeisterschaft ausgetragen.
1951 benannte sich der Verband in „Japan Billiards Association“ um und wurde 1964 dann Mitglied des 1959 neu gegründeten Weltverbandes Union Mondiale de Billard (UMB). Im folgenden Jahr entsendet die JPBF mit Kōya Ogata erstmals einen Japaner zur Dreiband-Weltmeisterschaft 1965, Ogata wird auf Anhieb Dritter. 1969 richtet der Verband erstmals eine Dreiband-WM und die „Tokyo Games“ aus, 1986 den ersten Dreiband-Weltcup. Nobuaki Kobayashi gewinnt 1974 als erster Japaner und Asiate die Dreiband-WM. 1989 kommt es erneut zu einer Umbenennung in den heutigen Namen. Der Verband besteht aus den drei Landesverbänden Ost-, West- und Zentraljapan. Erstmals wird der „Japan Cup - All Japan Professional Championship“ ausgetragen. Seit 200 ist der Verband Mitglied der „Nippon Billiards Association“ (NBA) und des Japan Olympic Committee (JOC).